# Campionati europei di ciclocross 2023
I Campionati europei di ciclocross 2023, ventunesima edizione della competizione, si sono disputati in Francia a Pontchâteau  dal 3 al 5 novembre 2023; a causa del maltempo le gare di sabato 4 novembre 2023 sono state rinviate e recuperate il giorno successivo.
Sono stati assegnati 7 titoli, validi per le categorie Elite, Under-23 e Juniores sia al maschile che al femminile e, per la prima volta, la staffetta mista

## Eventi
Venerdì 3 novembre
- 15:15 Staffetta mista

Domenica 5 novembre
- 09:00 Donne Juniors
- 10:00 Uomini Juniors
- 11:00 Donne Under-23
- 12:50 Uomini Under-23
- 14:00 Donne Elite
- 15:10 Uomini Elite

## Medagliere
| Pos.   | Nazione       | Oro | Argento | Bronzo | Totale |
| ------ | ------------- | --- | ------- | ------ | ------ |
| 1      | Belgio        | 2   | 1       | 1      | 4      |
| 1      | Paesi Bassi   | 2   | 1       | 1      | 4      |
| 3      | Francia       | 2   | 0       | 2      | 4      |
| 4      | Gran Bretagna | 1   | 3       | 0      | 4      |
| 5      | Ungheria      | 0   | 1       | 0      | 1      |
| 5      | Lussemburgo   | 0   | 1       | 0      | 1      |
| 7      | Italia        | 0   | 0       | 1      | 1      |
| 7      | Rep. Ceca     | 0   | 0       | 1      | 1      |
| 7      | Slovacchia    | 0   | 0       | 1      | 1      |
| Totale | Totale        | 7   | 7       | 7      | 21     |

## Sommario degli eventi
| Eventi                   | Oro                           | Tempo    | Argento                                | Tempo   | Bronzo                         | Tempo   |
| Uomini                   |                               |          |                                        |         |                                |         |
| Elite dettagli           | Michael Vanthourenhout Belgio | 1h02'12" | Cameron Mason Gran Bretagna            | a 07"   | Lars van der Haar Paesi Bassi  | a 19"   |
| Under-23 dettagli        | Jente Michels Belgio          | 52'16"   | Emiel Verstrynge Belgio                | a 25"   | Rémi Lelandais Francia         | a 44"   |
| Junior dettagli          | Aubin Sparfel Francia         | 43'49"   | Zsombor Takàcs Ungheria                | s.t.    | Jules Simon Francia            | a 08"   |
| Donne                    |                               |          |                                        |         |                                |         |
| Elite dettagli           | Fem van Empel Paesi Bassi     | 52'44"   | Ceylin del Carmen Alvarado Paesi Bassi | a 1'35" | Sara Casasola Italia           | a 1'56" |
| Under-23 dettagli        | Zoe Bäckstedt Gran Bretagna   | 48'46"   | Marie Schreiber Lussemburgo            | a 34"   | Kristýna Zemanová Rep. Ceca    | a 1'11" |
| Junior dettagli          | Célia Gery Francia            | 41'06"   | Cat Ferguson Gran Bretagna             | a 26"   | Viktória Chladoňová Slovacchia | a 31"   |
| Gare miste               |                               |          |                                        |         |                                |         |
| Staffetta mista dettagli | Paesi Bassi                   | 42'47"   | Gran Bretagna                          | a 33"   | Belgio                         | a 1'07" |